# 吳臣輔
吳臣輔（？—？），字藩之，北直隸保定府蠡縣人，明末清初政治人物。

## 生平
崇禎九年（1636年）丙子科中式順天鄉試第八十名舉人，崇禎十六年（1643年）癸未科會試第二百八十六名，三甲第二百六十二名進士，吏部觀政。

## 家族
曾祖吳鑑，生员。祖父吳霑，生员。父吳文經，生员。